# Maleniec (Brzozowa)
Maleniec – przysiółek wsi Brzozowa w Polsce położony w województwie świętokrzyskim, w powiecie włoszczowskim, w gminie Secemin.
W latach 1975–1998 miejscowość administracyjnie należała do województwa częstochowskiego.
Przez miejscowość przepływa niewielka rzeka Zwlecza dopływ Pilicy.